# Capcom Collection
Capcom Collection è una raccolta di videogiochi pubblicata nel 1991 per gli home computer Amiga, Amstrad CPC, Atari ST, Commodore 64 e ZX Spectrum dalla U.S. Gold. Comprende otto giochi già pubblicati in precedenza dalla stessa azienda o dalla sua etichetta Go!, tutti conversioni ufficiali di arcade originariamente prodotti dalla Capcom. I giochi sono di vari generi, tutti d'azione e combattimento.

## Videogiochi
Gli otto giochi sono gli stessi per tutte le piattaforme:
- Dynasty Wars
- Forgotten Worlds
- Ghouls 'n Ghosts
- Last Duel
- LED Storm
- Strider
- Strider II
- U.N. Squadron

L'edizione spagnola della Erbe Software, teoricamente pubblicata (secondo la pubblicità e il manuale) per Amstrad CPC, Commodore 64 e ZX Spectrum, comprende soltanto:
- Dynasty Wars
- Ghouls 'n Ghosts
- Strider
- Strider II

## Accoglienza
Capcom Collection ottenne di solito giudizi buoni, o perlomeno sufficienti, dalla critica europea. I singoli giochi arcade, nelle loro versioni per computer, erano apprezzati in modo variabile, ma nel complesso la raccolta aveva un buon rapporto qualità-prezzo. Molti voti complessivi, in tutte le versioni, erano superiori al 70%, alcuni sopra l'80%.